# Бретт Скіннер
Бретт Скіннер (англ. Brett Skinner; нар. 28 червня 1983, м. Брендон, Канада) — канадський хокеїст, захисник.
Виступав за Денверський університет (NCAA), «Манітоба Мус» (АХЛ), «Портленд Пайретс» (АХЛ), «Огаста Лінкс» (ECHL), «Омаха Найтс» (АХЛ), «Провіденс Брюїнс» (АХЛ), «Брідж-Порт Саунд-Тайгерс» (АХЛ), «Нью-Йорк Айлендерс», «Чикаго Вулвз» (АХЛ), «Лейк-Ейре Монстерс» (АХЛ), «Амур» (Хабаровськ), «Ізерлон Рустерс».